# Vild med sex
|  | Denne artikel er oprettet af botten Steenthbot ud fra en ekstern database. Den kan derfor have sproglige fejl eller mangler. Denne skabelon kan fjernes efter kontrol af indholdet. |

Vild med sex er en dansk dokumentarfilm fra 2017 instrueret af Anja Kvistgaard Marott.

## Handling
'Vild med sex' er en animeret dokumentarserie bestående af 3 kortfilm 10-12 minutter lange, og medfølgende undervisningsmateriale på web.
Filmserien består af unges personlige beretninger om kærlighed og sex, fortalt af de unge selv for at nå publikum på en intens måde, som sætter personlige og autentiske følelser fri.
I hver film fungerer de dokumentariske sekvenser som et springbræt til de animerede fortolkninger, der rejser ind i fantasien og den abstrakte verden af seksuelle elementer og erfaringer i historierne. Projektet omhandler både normale og normbrydende historier, og viser mangfoldighed blandt de medvirkende.